# Bannisterite
La bannisterite (simbolo IMA: Ban) è un minerale raro della classe minerale dei "silicati e germanati" con composizione chimica (Ca,K,Na)(Mn2+,Fe2+)10(Si,Al)16O38(OH)8 • n(H2O) e quindi, chimicamente parlando, un fillosilicato idrato con calcio e manganese. Tuttavia, gli elementi calcio, potassio e sodio indicati tra parentesi tonde possono rappresentarsi a vicenda nella formula, così come il manganese e il ferro e come il silicio e l'alluminio, ma sono sempre nella stessa proporzione con gli altri componenti del minerale.

## Etimologia e storia
La bannisterite fu scoperta per la prima volta nel 1936 nella miniera di "Benallt" vicino a Rhiw (Llanfaelrhys) sulla penisola di Llŷn (nel Galles) e descritta da Foshag, che identificò erroneamente il minerale come ganofillite. Quando nel 1948 W.C. Smith confrontò le proprietà ottiche del materiale chiamato ganofillite proveniente dalla miniera di "Benallt" con quelle dello stesso minerale proveniente dalla località tipo "Harstig Mine" vicino a Pajsberg in Svezia, fu in grado di dimostrare la differenza tra i due campioni.
Nel 1968, Marie Louise Lindberg Smith e Clifford Frondel furono finalmente in grado di confermare i risultati di W.C. Smith con l'aiuto di diagrammi di diffrazione dei raggi X su singoli cristalli e chiamarono il materiale proveniente dalla miniera di "Benallt" bannisterite, in onore del curatore del dipartimento dei minerali del "British Museum" di Londra, Frederick Allen Bannister (1901-1970).
Poiché anche il materiale proveniente dalla "miniera di Franklin" nella contea di Sussex (New Jersey, Stati Uniti) è stato utilizzato per l'analisi del minerale da M.L. Smith e C. Frondel, Franklin è considerata un'altra località tipo insieme alla miniera di "Benallt".
Il campione tipo del minerale è esposto all'Harvard Mineralogical Museum dell'Università Harvard a Cambridge (Massachussets) con i numeri di catalogo 91862-3, 108571 e 128253, al National Museum of Natural History di Washington con i numeri di collezione 145728 e 145729, e al Museo di Storia Naturale di Londra con il numero di collezione BM 1967,321.

## Classificazione
Nella Sistematica dei lapis (Lapis-Systematik) di Stefan Weiß, che è stata rivista e aggiornata l'ultima volta nel 2018, al minerale è stato assegnato il sistema e al minerale nº VIII/H.17; in questa sistematica ciò corrisponde alla classe dei "fillosilicati" e nella sottoclasse "silicati stratificati simili alla mica con assemblaggi [Si4O10]4- e strutture correlate" dove la bannisterite forma un gruppo indipendente, ma senza nome, insieme ad armbrusterite, bariumbannisterite, eggletonite, franklinfilite, ganofillite, lennilenapeite, middendorfite, parsettensite, stilpnomelano e tamaite.
La nona edizione della sistematica dei minerali di Strunz, che è stata aggiornata l'ultima volta dall'Associazione Mineralogica Internazionale (IMA) nel 2009, elenca la bannisterite nella classe "9. Silicati (germanati)" e da lì nella sottoclasse "9.E Fillosilicati"; questa è ulteriormente suddivisa in base alla struttura della stratificazione, in modo che il minerale possa essere trovato nella sezione "9.EG Reti doppie con anelli di 6 membri o più grandi" in base alla sua struttura, dove è l'unico membro del sistema nº 9.EG.75.
Tale classificazione è mantenuta anche nell'edizione successiva proseguita dal database "mindat.org" e chiamata Classificazione Strunz-mindat.
Anche la classificazione dei minerali secondo Dana elenca la bannisterite nella classe dei "silicati e germanati" e successivamente nella sottoclasse dei "fillosilicati: strati modulati", dove si può trovare la bannisterite insieme a stilpnomelano, lennilenapeite e franklinfilite nel "gruppo dello stilpnomelano" con il sistema nº 74.01.01.

## Abito cristallino
La bannisterite cristallizza nel sistema monoclino nel gruppo spaziale A2/a (gruppo nº 15, posizione 2) con i parametri del reticolo a = 22,32 Å, b = 16,4 Å, c = 24,69 Å e β = 94,3° oltre a 8 unità di formula per cella unitaria.

## Modificazioni e varietà
La bariumbannisterite, conosciuta anche con la sigla UM1989-30-SiO:AlBaCaFeHKMgMn, è una varietà di bannisterite ricca di bario con composizione chimica (Ba,Ca)(Mn,Fe,Mg)22(Si,Al)32O76(OH)16 • 12(H2O); caratterizzata dal colore marrone scuro, è stata rinvenuta solo nella miniera di "Kamo" presso Toba (prefettura di Mie, Giappone), dove si verifica nelle vene che tagliano minerali di caryopilite-rodocrosite; il minerale è anche attraversato da vene di ortoclasio arricchito con bario. Anch'essa cristallizza nel sistema monoclino e possiede una durezza Mohs pari a 4.

## Origine e giacitura
La bannisterite si forma metamorficamente in giacimenti minerari contenenti manganese e zinco. I minerali associati includono manganese e zinco contenenti anfiboli, apofillite, barite, calcite, fluorite, galena, quarzo, rodonite e sfalerite.
Essendo una rara formazione mineraria, la bannisterite è stata rilevata solo in pochi luoghi, con circa 20 siti documentati in tutto il mondo. Le sue località tipo, la "Benallt Mine" vicino a Rhiw (Llanfaelrhys) e la "Franklin Mine" nel New Jersey sono gli unici siti noti o confermati nel Regno Unito e negli Stati Uniti. Un altro sito nel deposito "Bald Knob" vicino a Sparta nella contea di Alleghany (Carolina del Nord), non è ancora confermato.
Altri siti includono Broken Hill (Nuovo Galles del Sud, Australia), la miniera di Monte Alpe vicino a Maissana (Liguria, Italia), diverse aree sull'isola di Honshū e nel Shikoku (Giappone); Botnedal, nel comune Tokke (Norvegia); due giacimenti nel distretto di Suceava (Romania); in Baschiria, nella Chakassia, nell'oblast' di Sverdlovsk e nell'oblast' di Čeljabinsk (Russia); la regione di Košice (Slovacchia); a Lindesberg (nel Västmanland, Svezia).